# Гаспачуэло
Гаспачуэ́ло (исп. gazpachuelo, диминутив от «гаспачо») — блюдо испанской кухни, представляющее собой рыбный суп с добавлением домашнего майонеза на яичных желтках и оливковом масле и чесноке. Также может содержать яичный белок, порезанный кубиками картофель и поджаренный хлеб.
Гаспачуэло является типичным рыбацким блюдом, характерным для андалусской кухни, особенно для Малаги. Благодаря доступности его ингредиентов этот суп распространен среди небогатых слоев населения. В отличие от гаспачо, холодного супа с похожим названием, гаспачуэло подается горячим и не содержит томатов, однако их объединяет ряд других составляющих — хлеб, чеснок, оливковое масло и вода.
Из желтков, оливкового масла и чеснока делается майонез. Затем готовится рыбный бульон (в различных вариантах могут также использоваться моллюски или креветки) с добавлением картофеля, который смешивается с майонезом (необходимо делать это очень осторожно, чтобы майонез не свернулся). Готовый суп обычно едят ложкой или хлебом, обмакивая его в бульон.